# Jardín botánico de Lushan
El Jardín botánico de Lushan también conocido como Jardín botánico de Lushan, Academia China de las Ciencias en Jiangxi (en chino, 庐山植物园 (江西)) o en pinyin, Lúshān zhíwùyuán (jiāngxī), es un área preservada de naturaleza y jardín botánico de 300 hectáreas de extensión que se encuentra en el Distrito de Lushan en China.
Depende administrativamente de la "Academia China de las Ciencias en Jiangxi"
El código de identificación internacional del Jardín botánico de Lushan, así como las siglas de su herbario es LUS.

## Localización
El "Jardín botánico de Lushan", se encuentra situado al este de Wulaofeng Occidental por los  nueve picos y el Monte Lu. 
Lushan Botanical Garden Jiangxi Province and Chinese Academy of Sciences, Hanpokou
Mailing Address: P.O. Box 4 Hanpokou, Lushan District, Jiangxi, 332900 China.
Planos y vistas satelitales.29°34′59.88″N 115°58′59.88″E / 29.5833000, 115.9833000
- Altitud 1050 m s. n. m.
- Temperatura media anual 12 °C
- Humedad relativa promedio anual de 80 %
- Promedio de lluvia anual 1950 mm.
- Área total bajo cristal: 2000 m²
- Área total bajo sombra: 500 m².

Tiene jardines botánicos satelitales que dependen de su administración tal como el "Jardín botánico del río Changjiang". Associated Nature Reserve - Lushan Natural Protected Section.

## Historia
el Jardín Botánico Lushan de la Academia China de Jiangxi, se encuentra en la provincia china de Jiangxi, cerca de la zona de Lushan de vistas paisajistas de Hanpokou, es el primer jardín botánico de montaña subtropical de China.
Fundado el 20 de agosto de 1934, fue originalmente llamado jardín botánico del bosque de Lushan. Creado gracias a la iniciativa de tres personas entre ellas por el botánico de adherencia, Ching , Feng Chen Huai.
Posteriormente a su creación, experimentó diversos cambios ahora administrado por la Academia China de Ciencias, conjuntamente con la provincia de Jiangxi.

## Colecciones

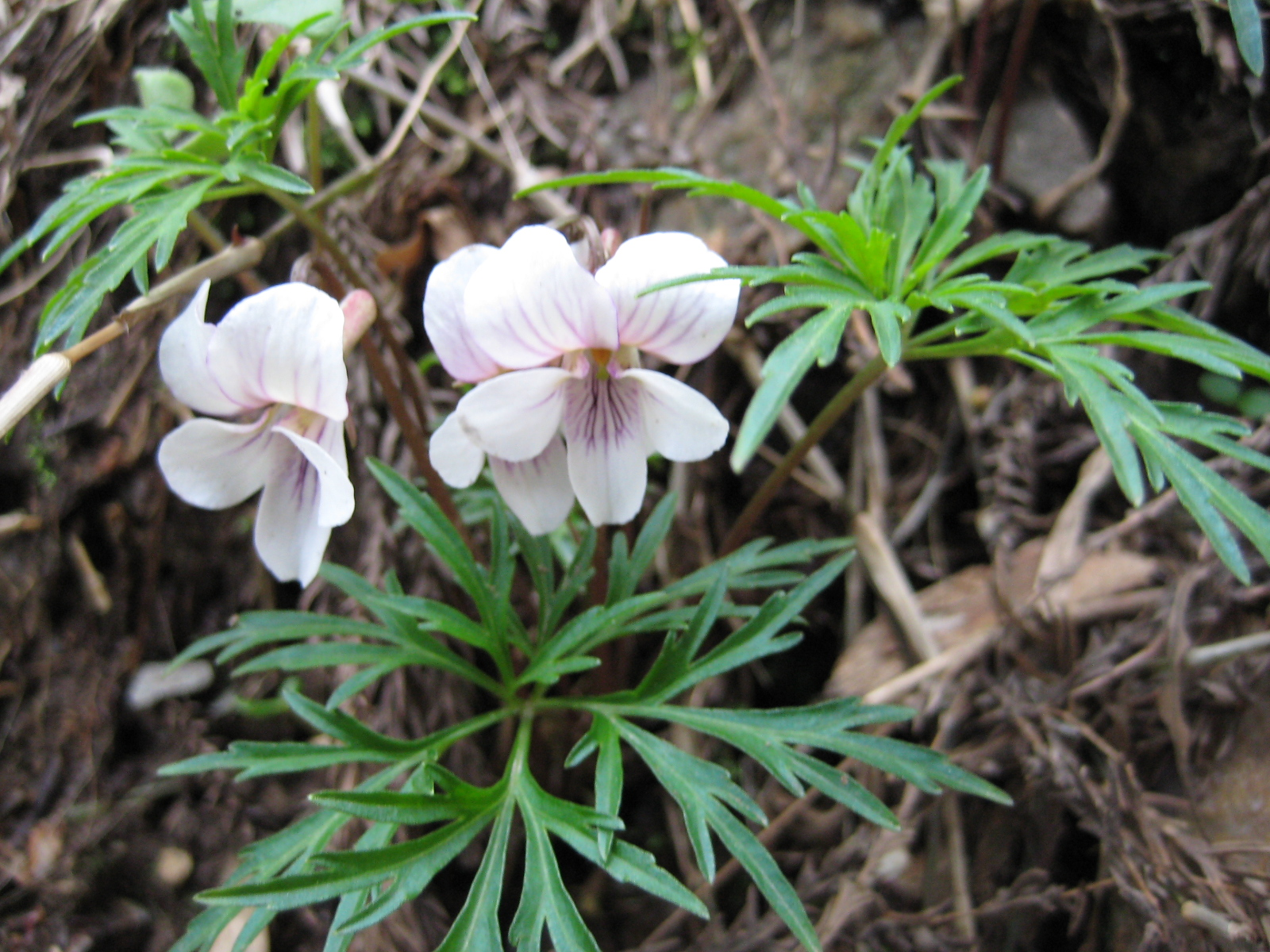
Viola chaerophylloides var. sieboldiana.

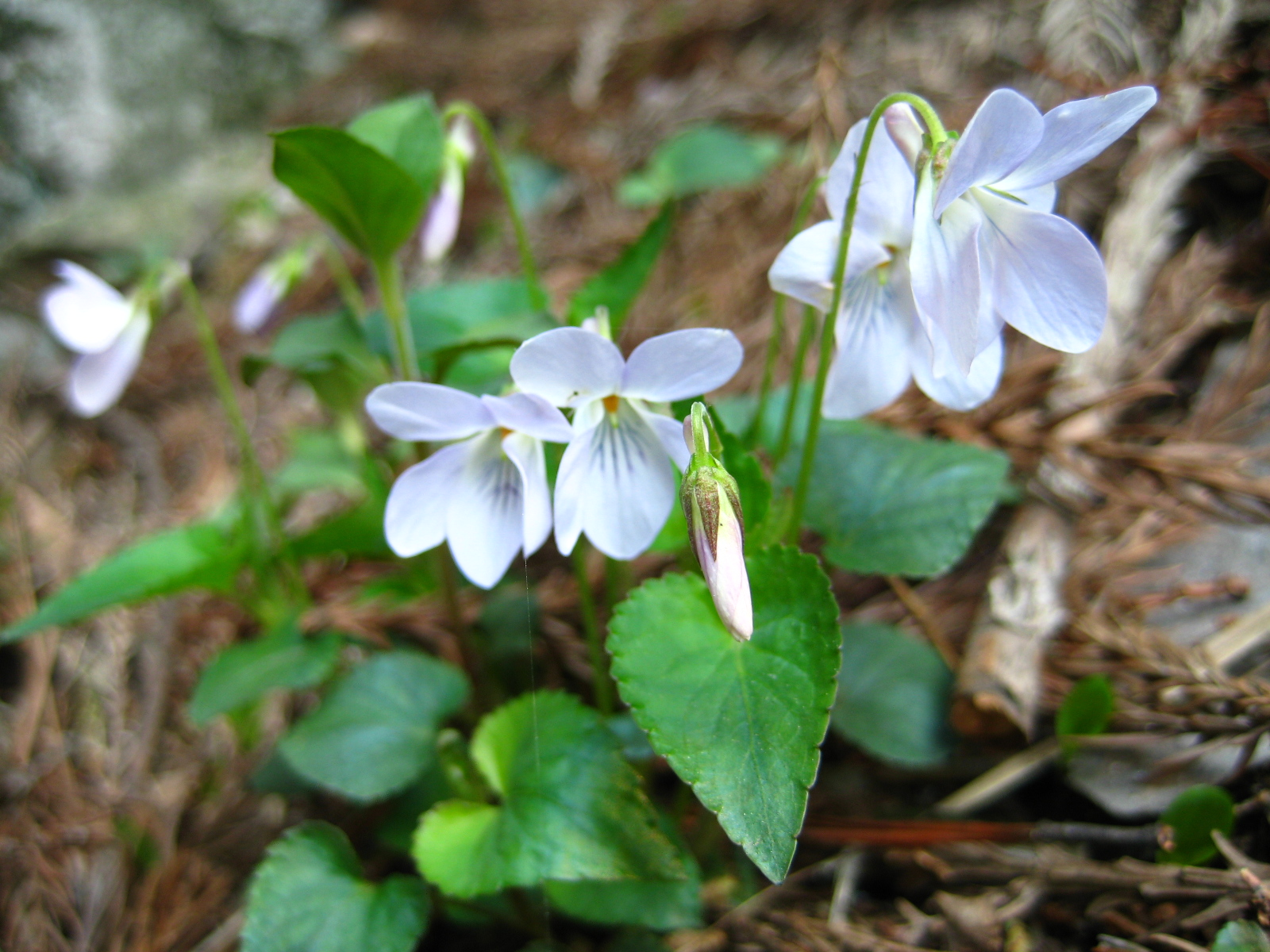
Viola stewardiana.

En el jardín botánico se cultivan 3 taxones y más de 5.000 especies de plantas.
Entre las colecciones especiales que alberga, son de destacar:
- Coníferas Subalpinas,
- Plantas nativas,
- Rhododendron,
- Cactus y suculentas,
- Colección de germoplasma de Actinidia,
- Pinetum, con una amplia gama de conocidas gimnospermas provenientes de 15 países. En la zona de siempreverdes hay más de 200 especies de gimnospermas pertenecientes a 11 familias 41 géneros.[3]
- Rocalla,
- Arboretum,
- Jardín de plantas medicinales,
- Jardín internacional amistad de la azalea,
- Jardín de la fruta kiwi,
- Patio de helechos.
- Plantación de té (incluye colecciones de germoplasma),
- Colección de Iris
- Invernaderos
- Herbario con 170 pliegos.
- Reserva natural con Cupressaceae, Magnoliaceae . .

En los terrenos del Parque se encuentran diversas tumbas populares antiguas, que tienen la consideración de unidades de protección de la herencia de la zona de Lushan.

Detalles
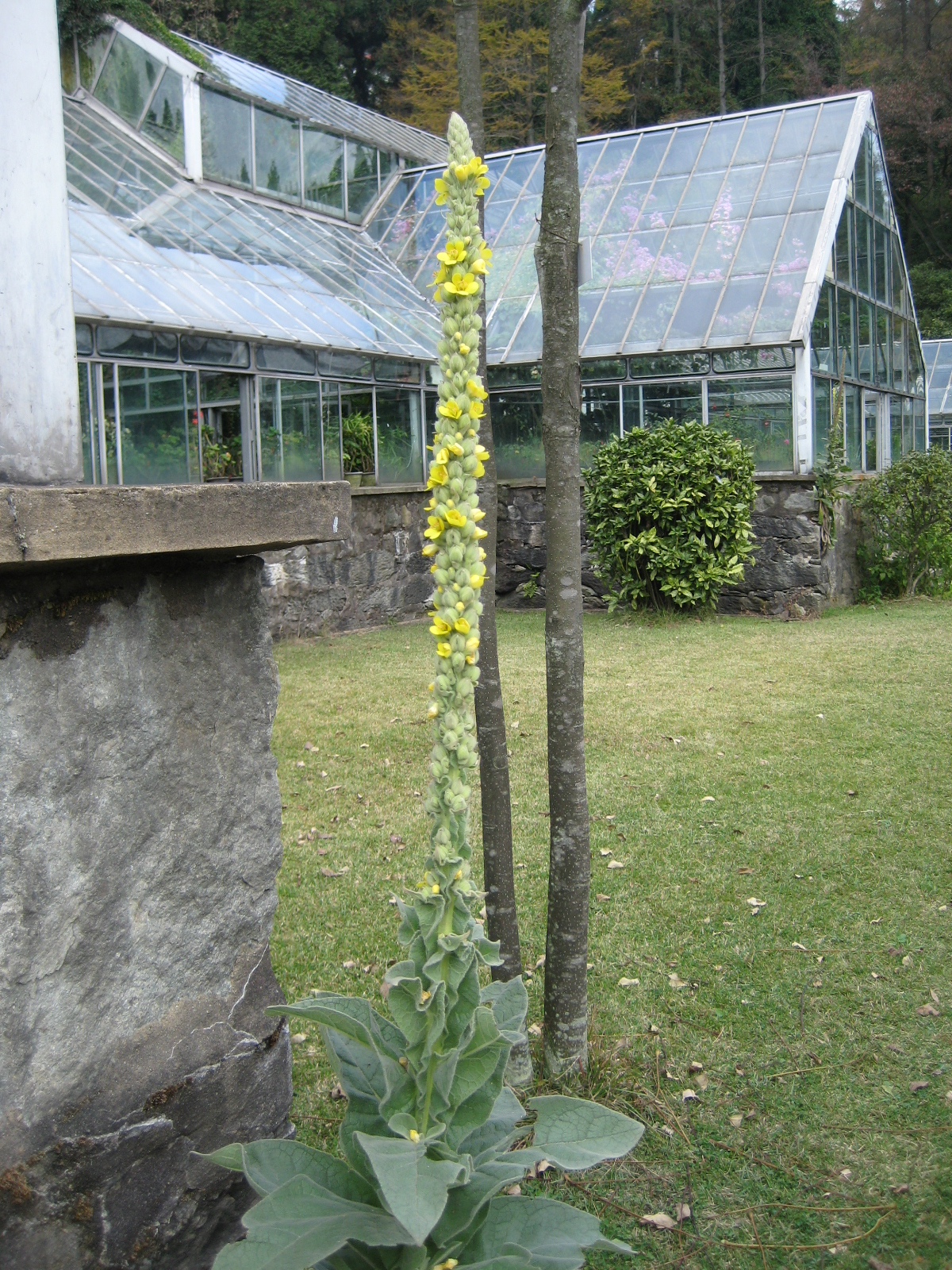
Uno de los invernaderos de Lushan.
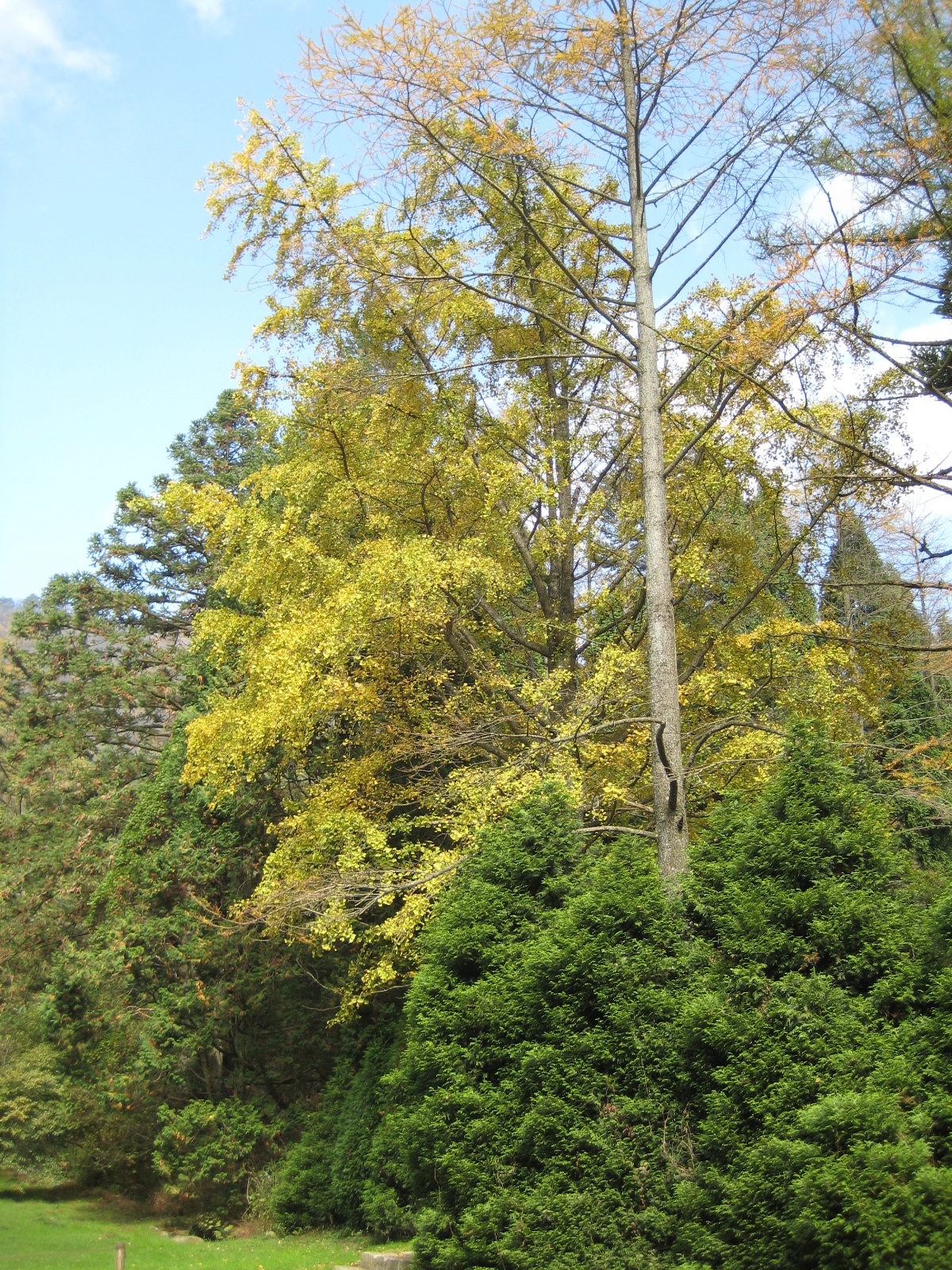
Árbol de Ginkgo biloba.
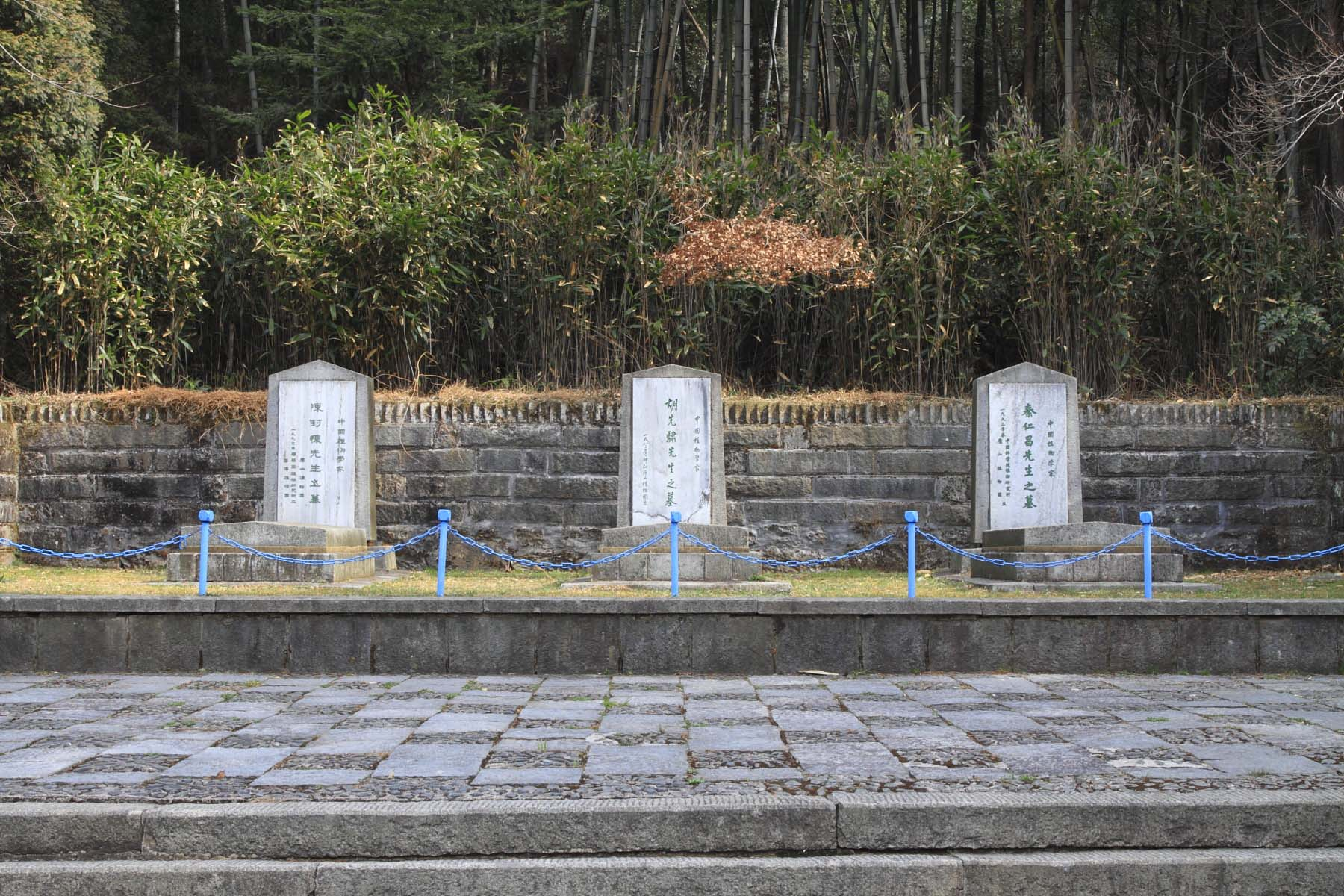
Tumbas populares antiguas dentro del parque.
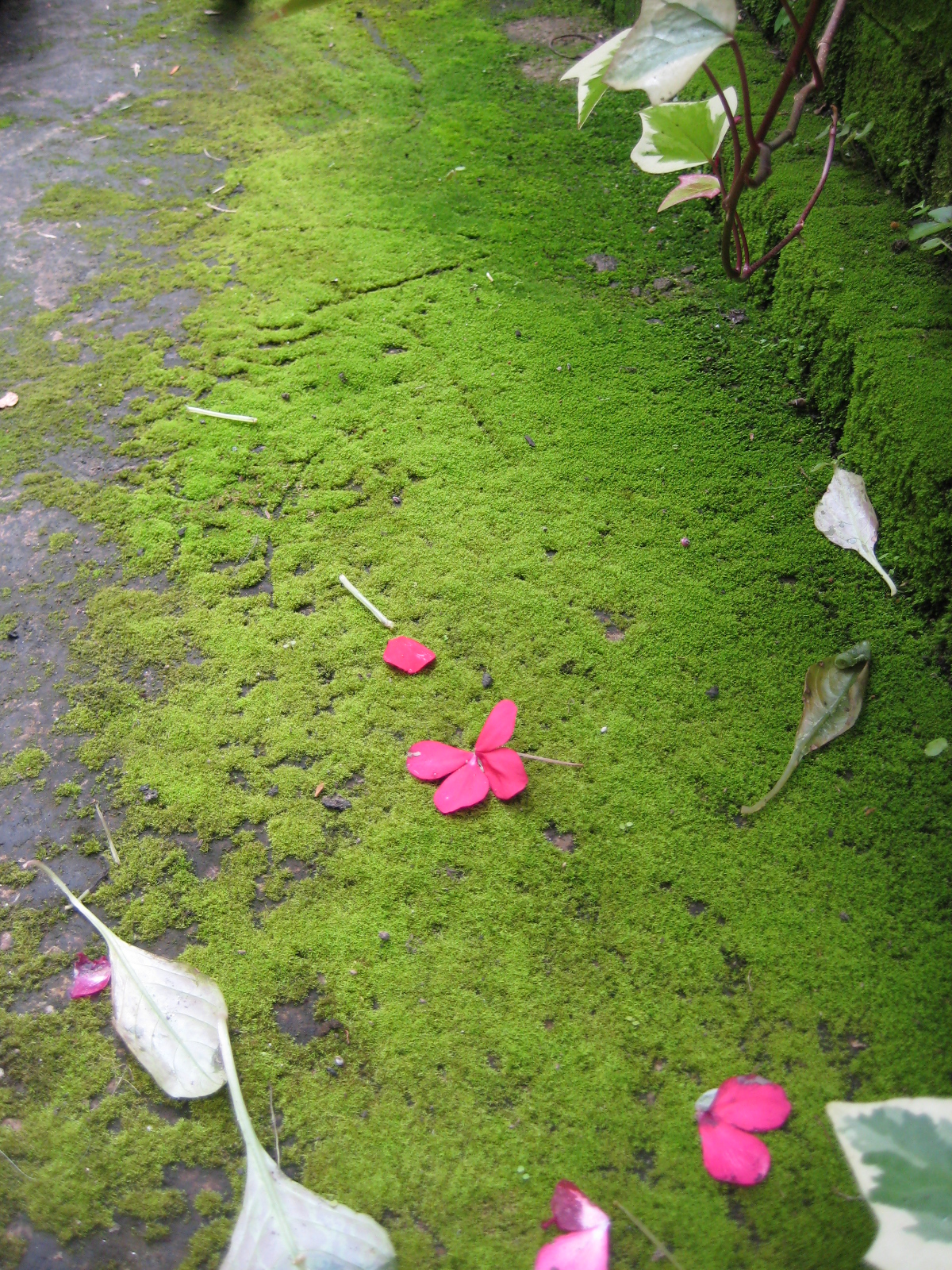
Musgos en el jardín botánico de Lushan.
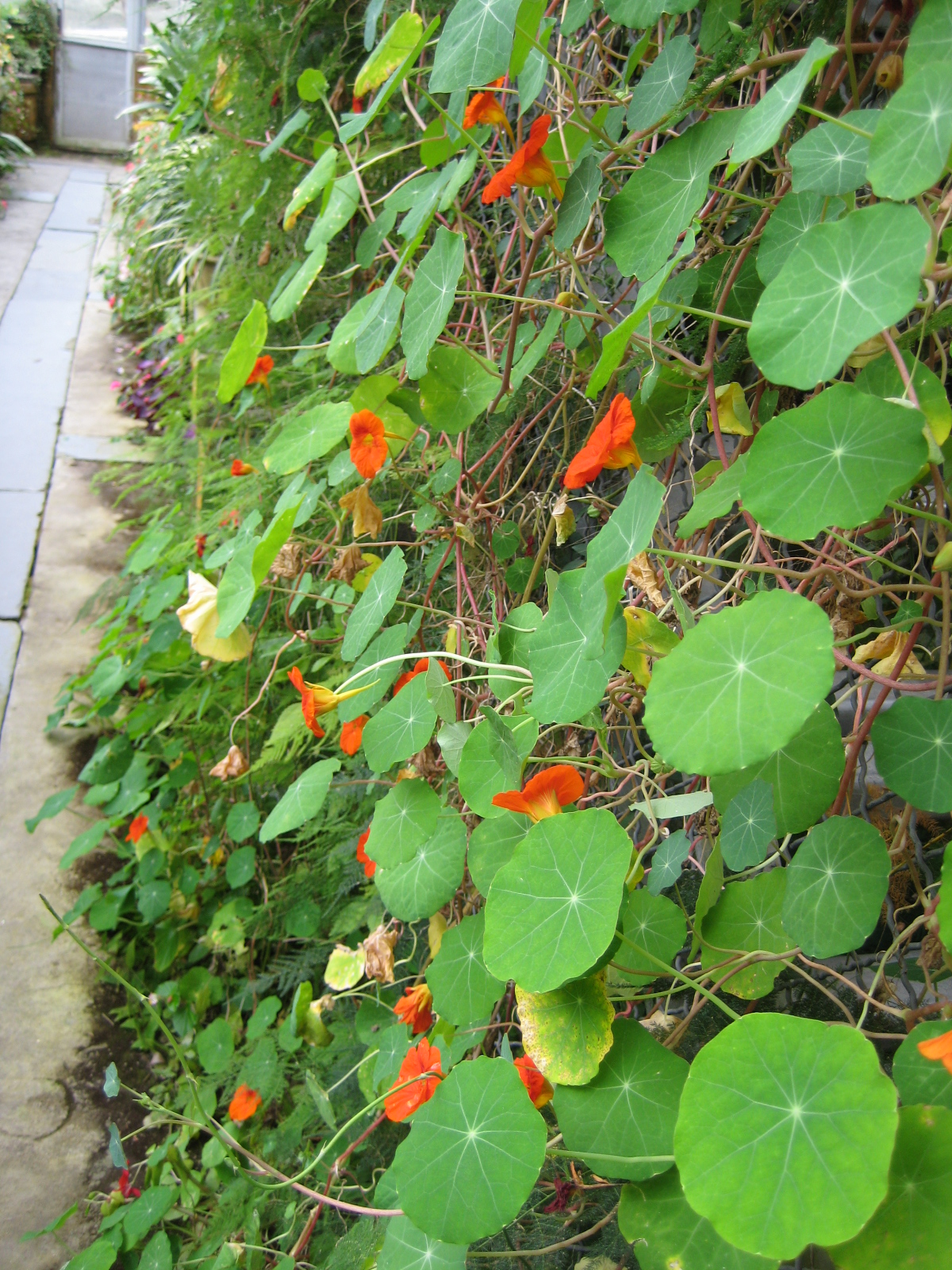
Interior de uno de los invernaderos

## Servicios
- Salas de exposiciones
- Restaurantes
- Puestos de venta
- Red de senderos